# César Maluco
César Augusto da Silva Lemos (Niterói, 17 de maio de 1945), mais conhecido como César Maluco, é um ex-futebolista brasileiro que atuava como centroavante. É considerado um dos maiores jogadores da história do Palmeiras, com participação decisiva nas conquistas da época da chamada "Academia".
É o único jogador na história do Alviverde a se tornar artilheiro de uma edição de Campeonato Brasileiro: marcou 15 gols no Torneio Roberto Gomes Pedrosa de 1967, ao lado de Ademar Pantera, do Flamengo.

## Carreira

### Flamengo
Começou a sua carreira em 1965, jogando pelo Flamengo, onde também atuaram seus outros dois irmãos, Caio Cambalhota e Luizinho Lemos. Em 1967 foi emprestado ao Palmeiras, onde marcou oito gols em 37 jogos. Voltou ao rubro-negro em 1968, onde realizou partidas memoráveis, como a da vitória sobre o Cruzeiro por 5 a 1, no Maracanã, no dia 3 de março.

### Palmeiras
Retornou em definitivo ao Palmeiras em 1968, onde atuou até 1974. É considerado um dos grandes jogadores da história do clube e talvez o melhor centroavante da equipe alviverde, ao lado de Evair.
Marcou 182 gols pelo Verdão, se consagrando o segundo maior artilheiro do clube, atrás apenas de Heitor.

## Seleção Nacional
Disputou treze partidas pela Seleção Brasileira e foi um dos convocados para a Copa do Mundo FIFA de 1974.
No mundial realizado na Alemanha Ocidental, César Maluco honrou o apelido ao fazer uma brincadeira com a delegação do Zaire. Quando os jogadores africanos estavam descendo a escada rolante do estádio, o brasileiro apertou o botão que invertia para subida o sentido, quase provocando um acidente no elenco africano.

## Estilo de jogo
César marcou gols e arrumou confusões na mesma proporção. Aliou genialidade e intempestividade, fazendo amigos e críticos ferozes durante toda a sua carreira. Foi apelidado de "maluco" devido às comemorações de seus gols, nada convencionais para a época, pelo narrador esportivo Geraldo José de Almeida. César declarou que nunca gostou deste apelido. 

## Títulos
Flamengo
- Campeonato Carioca: 1965

Palmeiras
- Campeonato Brasileiro: 1967 (Robertão), 1967 (Taça Brasil), 1969, 1972 e 1973
- Campeonato Paulista: 1972 e 1974
- Troféu Ramón de Carranza (Espanha): 1969 e 1974

### Prêmios individuais
- Artilheiro do Campeonato Paulista: 1971 (18 gols)
- Artilheiro do Campeonato Brasileiro: 1967 (15 gols)